# Edmond Lemaigre
Edmond Lemaigre (Clermont-Ferrand, 25 juin 1849 - Paris 8e, 22 mai 1890) est un organiste, chef d'orchestre et compositeur français.

## Biographie
Il commence ses études musicales dans sa ville natale avec Charles Renaud de Vilbac.
En 1872, il poursuit ses études d’écriture à Paris avec Charles-Joseph Vervoitte, maître de chapelle et organiste de l’église Saint-Roch, et d’orgue avec Édouard Batiste.
En 1877, il devient le premier titulaire du nouvel orgue (1876-77) Merklin de la cathédrale de Clermont-Ferrand, inauguré le 26 mai 1877, poste qu’il occupe jusqu’en 1888 alors qu'il monte à Paris. Aloÿs Claussmann lui succède à la tribune.
Organiste des Concerts du Trocadéro à Paris, il y exécute plusieurs de ses compositions sur le nouvel orgue Cavaillé-Coll (1878) de la grande salle.
Il succède à son père à la tête de la Société Lyrique en 1881, et en 1883, il fonde l'Association Artistique du Centre à Clermont-Ferrand. Son nom est donné à la place Edmond-Lemaigre dans le centre-ville de Clermont-Ferrand, entre la rue des Gras et la place de la Victoire.

## Honneurs
- Officier d’Académie.
- Membre de l’Académie Royale de Sainte-Cécile à Rome.
- Chevalier de l’ordre Royal du Christ de Portugal.

La ville de Clermont-Ferrand l'a honoré en nommant une place «Edmond-Lemaigre» près de la cathédrale.

## Œuvres pour orgue
- Douze pièces pour orgue, Paris, Leduc (v. 1881, 1909) : 1. Marche Solennelle en ré bémol majeur – 2. Méditation en la bémol majeur – 3. Pastorale en ré majeur – 4. Alla Fuga en ut majeur – 5. Élégie en ut mineur – 6. Capriccio en fa majeur – 7. Andante Religioso en sol majeur – 8. Mélodie en mi bémol majeur – 9. Prière en sol bémol majeur – 10. Deux Préludes (I en mi majeur, II en la mineur) – 11. En forme de Canon en fa majeur – 12. Scherzo en sol majeur.

- Nouvelles Pièces pour orgue, en 6 cahiers, Paris, Costallat, s. d. (ca 1885).
  - 1er Cahier : 1. Fragment symphonique (alla polacca) en sol mineur pour orgue ou orchestre – 2. Andantino en la bémol majeur
  - 2e Cahier : 1. Intermezzo en sol bémol majeur – 2. Cantabile en si bémol majeur – 3. Prélude en do mineur.
  - 3e Cahier : 1. Magnificat en fa majeur – 2. Magnificat en ré mineur.
  - 4e Cahier : 1. Offertoire ext. du Messie de Hændel en ré mineur/majeur – 2. Contemplation en sol majeur – 3. Prélude en fa majeur.
  - 5e Cahier : 1. Stabat Mater (15 variations) en si bémol majeur – 2. Canzona pastorale en la mineur.
  - 6e Cahier : 1. Élégie-Marche en ut mineur – 2. Élévation en mi bémol majeur – 3. Kyrie de la Messe royale de Dumont – 4. 5 Versets en ré mineur/fa majeur.

### Discographie
- France Orgue Discographie par Alain Cartayrade.

### Sources
- Association George Onslow Page sur Lemaigre.
- L'orgue de la cathédrale de Clermont-Ferrand.
- Orgues en France Les orgues de la cathédrale de Clermont-Ferrand.

### Pour écouter
- YouTube Pastor de Lasala joue le Prélude en mi majeur et le Capriccio en fa majeur des Douze Pièces pour orgue de 1909, sur le petit orgue George Fincham (1962) de la Chapel of the Good Shepherd, Ashfield, Sydney (Australie).
- YouTube Marche Solennelle en ré bémol, no 1° des Douze Pièces pour orgue, par François Clément à l’orgue Merklin (1877) restauré de la cathédrale de Clermont-Ferrand.
- YouTube; Prière, no. 9 des 12 Pièces pour orgue ou piano pédalier par François Clément à l’orgue Merklin (1877) restauré de la cathédrale de Clermont-Ferrand.

### Partitions
- « Lemaigre, Edmond » (partitions libres de droits), sur l'IMSLP
- Réédition moderne chez Chanvrelin.

### Autorités et bases
- Ressources relatives à la musique :   - International Music Score Library Project
  - MusicBrainz
  - Muziekweb
- Notices d'autorité :   - VIAF
  - ISNI
  - BnF (données)
  - IdRef
  - LCCN
  - GND
  - Pologne
  - WorldCat